# California State Route 223
La California State Route 223 è un'autostrada californiana, conosciuta con il nome di Bear Mountain Boulevard. Si estende da ovest a est per 51,4 km e collega Taft e Arvin, nella Contea di Kern. Comincia a ovest distaccandosi dalla Interstate 5 e termina a est con la California State Route 58.

## Gestione
Così come le Interstate, come le U.S. Routes e come le strade statali, la 'Strada statale 223 è gestita dal California Department of Transportation (CALTRANS).

## Principali inserzioni
Le principali inserzioni della State Route 223 sono:
 La California State Route 99 a Greenfield;
 la California State Route 184 a Weedpatch.